# 호연작

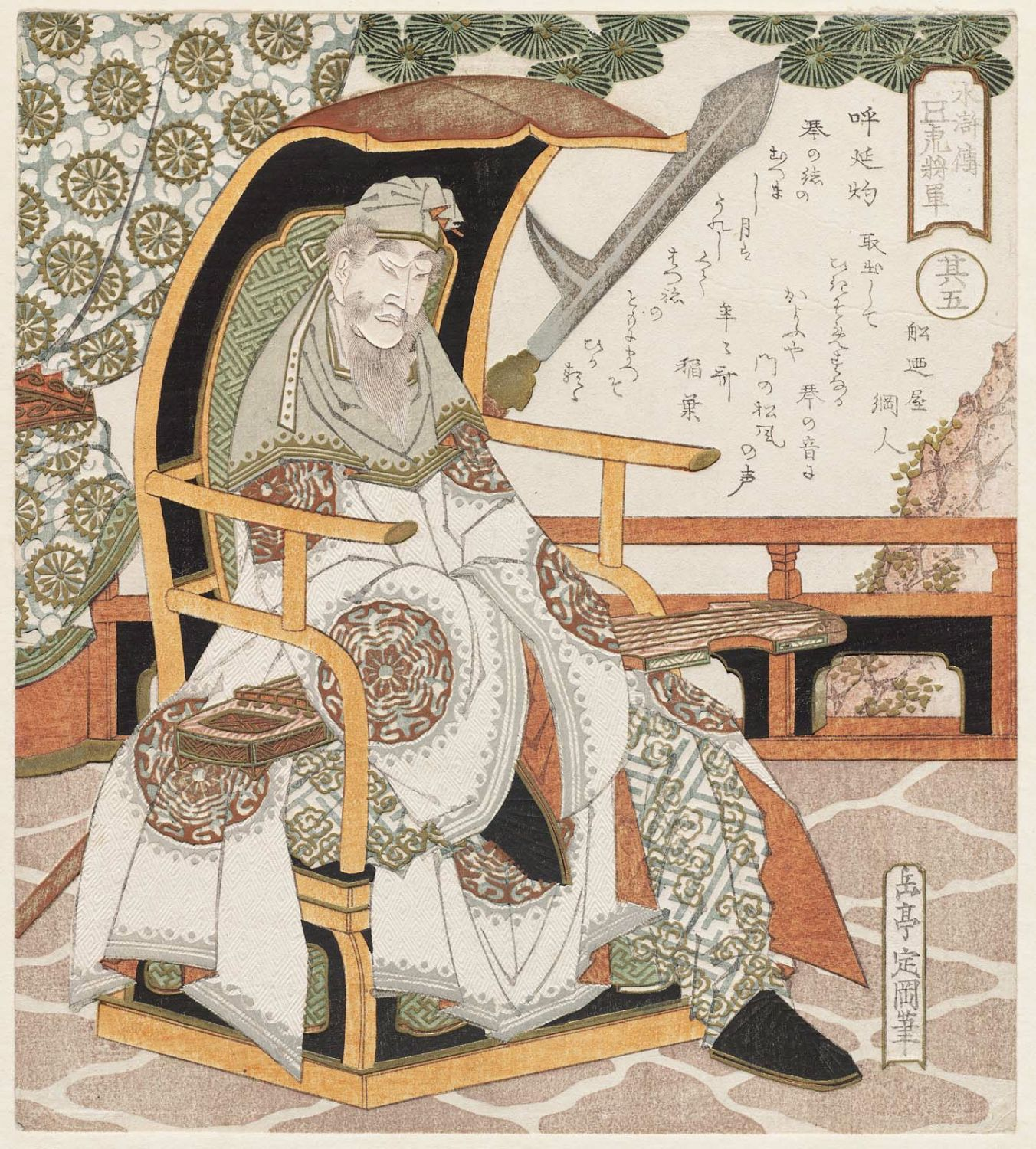
우타가와 구니요시가 그린 호연작 우키요에

호연작(중국어 정체자: 呼延灼 후옌줘[*])은 중국의 사대기서 중 하나인 《수호전》에 등장하는 인물로, 108성 중 8위이자 천강성(天罡星)의 천위성(天威星)에 해당한다. 별호는 쌍편(雙鞭)으로, 무기인 편을 양손으로 2개 다루는 데서 유래했다.
양산박에 들어가기 전에는 여녕주 도통제였고, 북송의 건국의 공신이자 무기인 편을 잘 다뤘던 호연찬의 직계 후손이라는 설정이다. 30기의 기병을 가로 일렬로 묶은 강력한 기마군단·연환마(連環馬) 전법의 지휘를 특기로 한다.
양산박 토벌군의 총대장으로 등장하였으며, 처음에는 양산박 영웅들과 적대하여 여러 차례 양산박 토벌을 치르지만 모두 패하여 양산박에 입산하였다. 덧붙여 후일담인 《수호후전》에도 등장하여 호장군(呼將軍)으로 표기되는데, 그의 성은 본래 '호연(呼延)'이라는 복성(二字性)이다.

## 생애
양산박군이 고렴의 고당주(高唐州)를 함락시킴으로써 송나라 조정에 공황을 가져오고, 고구로부터 호연작이 양산박 토벌 사령관으로 추천되었다. 호연작은 천자 휘종으로부터 '척설오추마(踢雪烏騅馬)'라는 명마를 하사받고 부장 한도·팽기 등과 함께 양산박 공략에 나선다. 첫 전투에서 팽기가 양산박의 여장군인 호삼랑에게 붙잡히지만 곧 연환마 작전을 구사하여 양산박군을 크게 고전시킨다. 추격을 가할 수 있도록 수도 개봉부에서 포술의 명수인 능진을 불러들여 포격을 가했지만 양산박군에게 능진을 빼앗기고 만다. 그 사이 양산박 측에서는 연환마전법을 파쇄하기 위해 구겸창의 명수 서녕을 데려왔고, 이 때문에 호연작군은 대패하고 한도도 사로잡혔으나 호연작은 척설오추마로 탈출하였다.
이대로 개봉부로 돌아갈 면목이 서지 않자 청주지사 모용언달(휘종의 비인 모용귀비의 오빠)에게 찾아간다. 모용지사는 천자에게 상주하기 전에 호연작에게 청주에 둥지를 튼 삼산(도화산·이룡산·백호산)의 산적들의 토벌을 의뢰한다. 곧바로 도화산의 이충·주통을 공격하여 대승을 거두었으나, 도화산은 이룡산의 노지심·양지·무송 등에게 구원을 청하면서 교착 상태에 빠진다. 그 사이 백호산의 공명·공량 형제가 청주성을 공격하자 반격해 공명을 생포하였다. 위기감을 느낀 삼산 연합군은 양산박에 구원을 청하고 양산박에서 송강·오용·화영 등이 파견된다. 호연작은 오용의 책략에 빠져 사로잡힌다. 그러나 송강은 포로가 된 호연작의 밧줄을 풀고 예를 갖춰 양산박에 들어오기를 권유하자 호연작은 흔쾌히 입산하여 청주성 공략에 도움을 주었다.
이후에도 망탕산 공격, 증두시 공략, 북경 대명부 공략 등에서 활약하여 108명이 양산박에 모두 모였을 때에는 8위를 차지하였고, 마군(馬軍) 오호장(五虎將)의 네 번째로 자리매김하였다. 양산박군이 조정에 귀순한 후에는 요나라 정벌이나 방랍정벌에서 마군의 장수로 활약한다. 다만 이야기의 등장인물로서의 개성은 별로 느껴지지 않는다.
방랍의 난을 끝낸 후 개봉부로 개선. 양산박군이 해산된 후에는 무절 장군에 임명되어 어영병마사가 되어 황제의 경호를 맡았다. 후에 금나라 정벌의 군사를 이끌고 금의 태자인 올출의 군사를 격파하는 등의 공적을 세웠으나 회서에서 전사하였다.
또한 《수호후전》에서 아들 호연옥은 휘종의 9남인 강왕 조구(후의 고종)의 측근이 되어 남송을 지탱한 한 장수가 되었으며, 화영의 아들 화봉춘과 서녕의 아들 서성과 의형제를 맺었고, 또 호연작의 딸인 호연옥영은 서성에게 시집을 갔다.

## 여담
호연작은 《수호전》의 원형으로 알려진 대송선화유사에서는 철편 호연작이라는 이름으로 등장한다. 《수호전》과 같은 시기에 성립된 소설 《양가장연의》에서는 호연작의 조상인 호연찬이 철편을 휘두르며 요나라군과 크게 싸우는 장면이 많아 《수호전》과 《양가장연의》가 성립 과정에서 서로 영향을 미치고 있음을 알 수 있다. 또한 《악비전》에서는 충신으로 등장하여 남송을 위해 노령의 몸을 몰고 분전하지만 금나라의 올출에게 죽임을 당하고 만다.
요코야마 미츠테루가 저술한 만화 《수호전》에도 등장하는데, 그의 무기인 쌍편이 철편이 아닌 문자 그대로 채찍으로 그려져 있으며, 이룡산 정벌전에서 노지심과 대결했을 때 채찍이 노지심의 선장에 엉켜 힘겨루기를 하는 처지에 놓였다.

## 대중 문화
영상 매체에서 호연작을 연기한 배우는 다음과 같다.
- 탄바 테츠로: 드라마 《수호전》(1973)
- 자스터우: 드라마 《수호전》(1998)
- 옌훙즈: 드라마  《수호전》(2011)
- 첸샤오하오: 영화 《쌍편호연작》(2011)